# Anastasios Yannoulatos

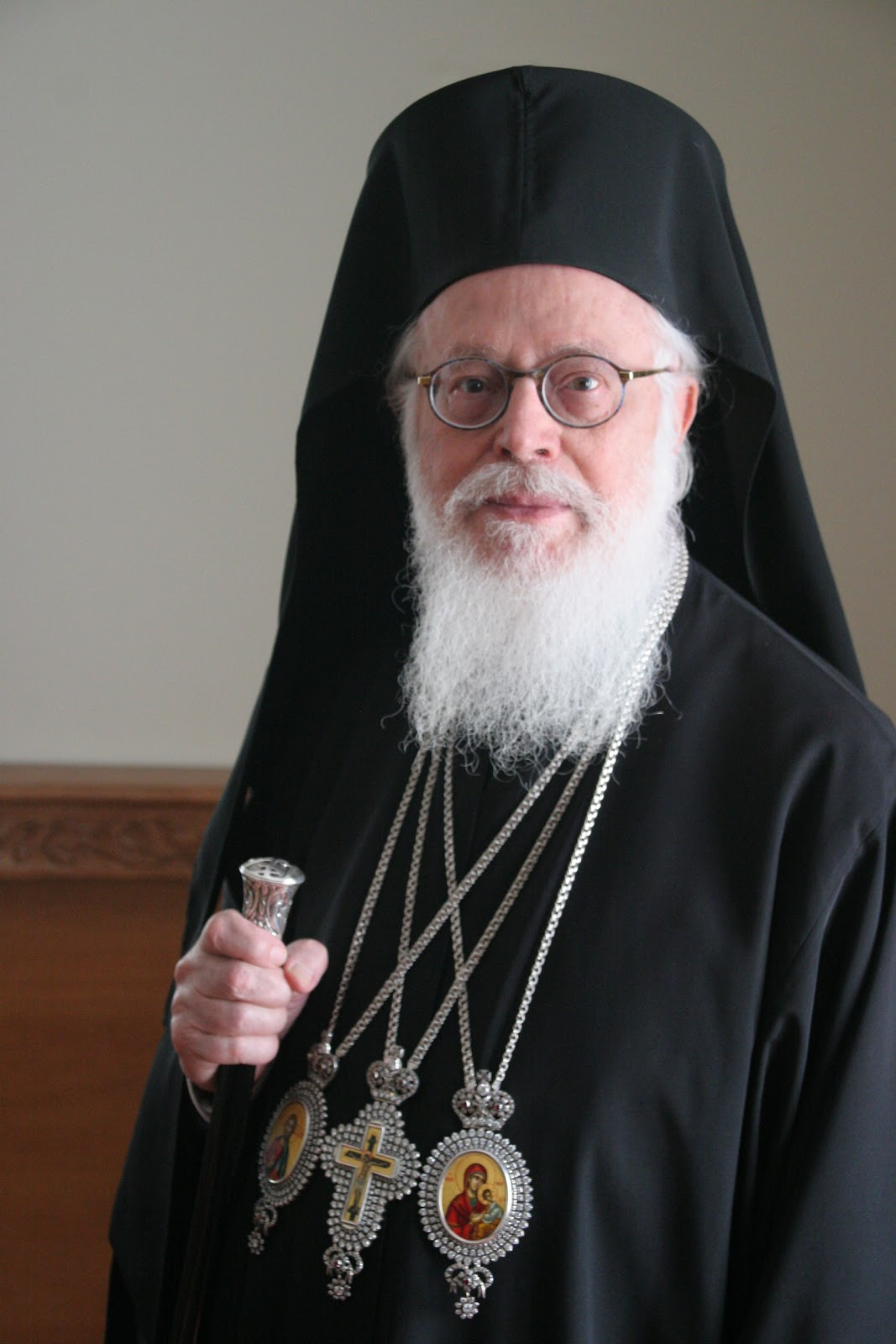
Anastasios Yannoulatos (2019)

Anastasios Yannoulatos (griechisch Αναστάσιος Γιαννουλάτος, albanisch Anastas Janullatos; * 4. November 1929 in Piräus, Griechenland; † 25. Januar 2025 in Athen) war Erzbischof von Tirana, Durrës und ganz Albanien und als solcher das Oberhaupt der autokephalen orthodoxen Kirche von Albanien.

## Leben
Anastasios Yannoulatos wuchs in Griechenland auf. Schon während seines Theologiestudiums begann er mit Jugendarbeit in der orthodoxen Kirche. 1961 kam er durch die orthodoxe Jugendbewegung zur Mitarbeit beim Weltkirchenrat.
Mit 33 Jahren wurde er ordiniert und ging als Missionar nach Uganda, wo er Galla und Suaheli lernte. Es war eine schwere Enttäuschung für ihn, als er diese Arbeit aufgeben musste, da er lebensgefährlich an Malaria erkrankt war. 1972 wurde er an der Universität von Athen Professor für Religionsgeschichte und wurde in Anerkennung seiner theologischen Arbeit, insbesondere auf dem Gebiet der Missiologie, am 19. November 1972 zum Bischof geweiht.
1981 war seine Gesundheit so weit wiederhergestellt, dass er wieder nach Afrika reisen konnte, dieses Mal aufgrund einer internen Krise der afrikanischen Kirche als amtierender Erzbischof der Diözese von Ostafrika. Seine Arbeit dort erstreckte sich auf Kenia, Uganda und Tansania, wobei es ihm ein besonderes Anliegen war, die lokale Leitung der Kirche zu fördern. Nach zehn Jahren kehrte er wieder an die Universität von Athen zurück, von wo er im Juli 1991 vom ökumenischen Patriarchen Bartholomeos I. nach Albanien gesandt wurde, um zu sehen, was nach dem Kommunismus Enver Hoxhas noch von der orthodoxen Kirche übrig geblieben war. Seine Hauptaufgabe war, einen geeigneten Kandidaten für einen Bischof zu finden, doch es hatten nur wenige Priester überlebt, alle alt und meist bei schlechter Gesundheit.
Noch im selben Jahr wurde er selbst zum Erzbischof von Albanien vorgeschlagen – eine Aufgabe, die er nicht ohne Zögern übernahm, da er sich einen geruhsamen Lebensabend mit Vorlesungen an der Universität und wissenschaftlicher Auswertung des in Afrika gesammelten Materials vorgestellt hatte. Er stellte die Bedingung, dass er sowohl vom albanischen Volk als auch von der ökumenischen Synode und der albanischen Regierung akzeptiert sein müsste – alle drei Bedingungen wurden erfüllt und am 4. Juli 1992 wurde er als Oberhaupt der Autokephalen orthodoxen Kirche von Albanien eingesetzt.
Sein offizieller Titel war Erzbischof von Tirana und ganz Albanien, aber er wurde auch schon Erzbischof von Tirana und allen Atheisten genannt und hat diesen Titel nicht zurückgewiesen – seine Kirche war offen für alle, gleich welchen Glaubens.
Erzbischof Anastasios war stark in der Ökumene engagiert. Von 2003 bis 2009 war er Vizepräsident der Konferenz Europäischer Kirchen, von 1984 bis 1991 war er Vorsitzender der Kommission für Weltmission und Evangelisation des Ökumenischen Rats der Kirchen, von 2006 bis 2013 einer der Präsidenten.
Im Juni 2006 wurde Erzbischof Anastasios in Albanien Gegenstand hitziger Debatten und geriet politisch unter Druck. Auslöser waren zwei von orthodoxen Priestern ausgelöste Skandale: Zum einen hatten einige Priester widerrechtlich Gebühren für sakrale Handlungen von den Gläubigen verlangt, zum anderen wurden bei einem Priester eine große Anzahl menschlicher Gebeine gefunden, die dieser aus ungeklärten Gründen exhumiert hatte. Dem Erzbischof wurde daraufhin mangelnde Kontrolle über seine Geistlichen vorgeworfen. Albanische Nationalisten nahmen dies zum Anlass, den Rücktritt des Griechen Anastasios zu fordern, um ihn durch einen albanischen Bischof ersetzen zu können.
Am 24. Dezember 2017 wurde Yannoulatos offiziell die albanische Staatsbürgerschaft durch Staatsoberhaupt Ilir Meta verliehen.
Anastasios wurde am 30. Dezember 2024 mit Fieber in ein Krankenhaus in Tirana eingeliefert. Vier Tage später wurde er nach Athen geflogen und in das Evangelismos-Krankenhaus eingeliefert, wo er sich einer laparoskopischen Notoperation zur Behandlung von Magen-Darm-Blutungen unterzog. Er starb am 25. Januar 2025 in diesem Krankenhaus.

## Ehrungen und Auszeichnungen
- Stern von Rumänien (Großoffizier)
- Orden des Fürsten Jaroslaw des Weisen (I. Klasse)
- Ehrenbürger von Tirana
- Klaus-Hemmerle-Preis (2020)[3]